# 兴华街道 (扎兰屯市)
兴华街道，是中华人民共和国内蒙古自治区呼伦贝尔市扎兰屯市下辖的一个乡镇级行政单位。

## 行政区划
兴华街道下辖以下地区：
青松社区、铁路社区、绿林社区、秀水社区和迎春社区。